# 张超 (1981年3月)
张超（1981年3月1日—），男，汉族，中国大陆演员。1997年，在偶像剧《十七岁不哭》中饰演“雷蒙”一角而走红，后主演多部影视剧。2011年起，弃演从商。

## 经历
1981年张超出生于北京市。
1997年还是高中生的他出演偶像剧《十七岁不哭》男一号“雷蒙”而走红、备受关注。
1998年担任青春电影《花季雨季》男一号“陈明”，深受观众喜欢。
1999年考入中央戏剧学院表演系本科班，2003年毕业。
2000年后，在电视剧《无人的海边》《永远有多远》《梦里花落知多少》《毕业时刻》《三滴血》《将军日记》，电影《青春作伴》《味道男女》等多部影视剧中有出色表现。

## 影视作品

### 电影
| 首映日期 | 电影名称         | 角色 |
| -------- | ---------------- | ---- |
| 1997年   | 《花季雨季》     | 陈明 |
| 2001年   | 《青春作伴》     | 裘易 |
| 2007年   | 《女神捕之女证》 | 祁盛 |
| 2007年   | 《合同男女》     | 江枫 |
| 2008年   | 《味道男女》     | 小白 |
| 2010年   | 《活该你单身》   | 陆超 |

### 电视剧
| 首播日期 | 电视剧名称         | 角色          |
| -------- | ------------------ | ------------- |
| 1998年   | 《十七岁不哭》     | 雷蒙          |
| 2001年   | 《永远有多远》     | 白大鸣        |
| 2002年   | 《玲珑女》         | 秋洗月        |
| 2003年   | 《鲁班大师》       | 公输宝        |
| 2003年   | 《铿锵玫瑰》       | 段鸿飞        |
| 2004年   | 《海的誓言》       | 闻汐          |
| 2004年   | 《母亲》           | 刘文超        |
| 2004年   | 《空房子》         | 季曙光        |
| 2005年   | 《滴血玫瑰》       | 贺云翔        |
| 2005年   | 《交通台的故事》   | 方向          |
| 2006年   | 《三滴血》         | 周天佑/李遇春 |
| 2006年   | 《昭君出塞》       | 赵遂          |
| 2007年   | 《女人花》         | 李清泉        |
| 2007年   | 《梦里花落知多少》 | 白松          |
| 2008年   | 《突然心动》       | 柳大伟        |
| 2008年   | 《云袖》           | 陈士廷        |
| 2011年   | 《毕业时刻》       | 谭冰          |
| 2011年   | 《将军日记》       | 赖传珠        |

## 话剧
- 《说谎的人》（原作：卡洛·哥尔多尼） 饰 列柳